# Tetraponera fictrix
Tetraponera fictrix é uma espécie de formiga do gênero Tetraponera, pertencente à subfamília Pseudomyrmecinae.